# 井之上喬
井之上 喬（いのうえ たかし、1944年11月20日- ）は、日本のパブリック・リレーションズ（PR）の専門家/教育者、実業家。「自己修正モデル」の提唱者。PR研究で日本初の博士号授与、博士（公共経営）。株式会社井之上パブリックリレーションズ 代表取締役会長兼CEO。日本パブリックリレーションズ研究所 代表取締役所長。一般社団法人グローバルビジネス学会 顧問、京都大学経営管理大学院 特命教授、神戸情報大学院大学 客員教授、一般社団法人日本パブリックリレーションズ学会 代表理事兼会長、北海道大学大学院経済学研究院 客員教授。

## 来歴・人物
旧満州・大連市にて、井之上理吉・順子の5男として誕生。父・理吉は内務官僚で、大連市副市長も務めた（のちに弁護士）。戦後内地に引き揚げ、高松市の小学校を皮切りに、広島、福岡と、父の転勤に伴い転校を重ねる。小学5年の夏には6番目の学校である新宿区立戸山小学校に転校。新宿区立西戸山中学校に進学。
家族で三鷹市に転居するのを機に、東京都立立川高等学校に入学。高校時代は水泳部に所属。インターハイ関東大会にも出場し、一時はオリンピック選手を目指して活動した。種目はフリースタイルと個人メドレー。
卒業後は早稲田大学に進学。在学中は、大学公認の音楽サークル「ナレオ・ハワイアンズ」に所属し、楽器ビブラフォンの奏者、ならびに演奏旅行の計画・調整・会計なども行うプレーイングマネジャーとして全国120都市を訪れた。1967年には日本武道館ホールでも演奏。
パブリック・リレーションズにおける実業家・教育者として、ビジネス界で約50年、教育界で20年弱の活動実績があり、国内外の経営者、政治家、学者との交流も広い。
家族は妻と3男。趣味は水泳、ゴルフ、ビブラフォン演奏。

## 経歴
1968年早稲田大学卒業、日本楽器製造株式会社(現ヤマハ株式会社)に入社。自己都合によりわずか3カ月半で退社するも、その後同社からイベント企画のプロデュースや音楽教室の事業企画、業界動向の調査業務などを受託。1970年、企画・制作プロダクションとして、株式会社井之上アートプロダクツ(井之上パブリックリレーションズの前身)を設立。以後10年にわたって、書籍や雑誌の企画・編集、製品カタログや広告の制作、イベントの企画を続ける一方、78年に放送制作会社・株式会社Pacific Music Corporationを設立し、テレビの音楽番組やラジオ番組を数多く手掛ける。
70年代後半から80年代初頭にかけ、シリコンバレーのベンチャー企業だったインテルやアップルコンピュータほか、国内外の大手クライアントからPRのコンサルティング業務を受託、また当時の通産省主導による大型衛星通信プロジェクトに関わるなど、通信や半導体分野を中心に実績を重ねる。1982年、企業や組織のパブリック・リレーションズを戦略的に支援していく新たな経営方針に基づき、社名を「株式会社井之上パブリックリレーションズ」(以下、井之上PR)に変更した。
1994年、米国の自動車関連部品メーカーであるテネコ・オートモーティブ社の依頼により、日本国内市場の閉鎖性や既成概念を指摘する「テネコ・リポート(Tenneco Report)」を作成。これを使った政府やメディアへのリレーションズ活動により、当時混迷を極めていた日米自動車交渉の状況を好転させ、米国による経済制裁の回避と日本市場の規制緩和を実現に導いた。井之上自身が米国テネコ本社副社長との折衝など現場指揮と実務にあたった。97年、この一連のパブリック・リレーションズ活動が国際PR協会(IPRA)の「ゴールデン・ワールド・アワード」にエントリーされ、井之上PRは「市場開放と新たなビジネスチャンスを創出した」としてアジア・パシフィック地域初のグランプリを獲得した。
2004年、それまでの業務経験で培ったパブリック・リレーションズの理論構築を目指し、大学での教鞭を開始。同時にPR人材の育成や教材開発、技術の体系化や普及を目的として株式会社日本パブリックリレーションズ研究所を設立。
2009年、「自己修正モデル」の研究により、パブリック・リレーションズ分野で日本初となる博士号を取得。パブリック・リレーションズとは、個人や組織体が最短距離で目標や目的に達する、『倫理観』に支えられた『双方向性コミュニケーション』と『自己修正』をベースとしたリレーションズ活動である、と定義づけた。
2011年、東日本大震災によるサプライチェーンの崩壊が生産や流通に打撃を与えたことを機に、グローバルビジネスに関する研究発表、知見や知識の交換、会員相互および内外の関連学会と連携強化や人材育成を目的とした「グローバルビジネス学会」の創設を起案。代表理事および副会長に就任。2014年に任意の学術団体から一般社団法人となった。
2016年、代表取締役会長兼CEOに就任。
2020年、創業50周年を迎える。また、自らが設立にも関与した公益社団法人日本パブリックリレーションズ協会(以下PRSJ)から、同協会創立40周年を記念して「功労賞」が授与された。
2021年、一般社団法人「日本パブリックリレーションズ学会」を設立し、代表理事および会長に就任。

## 年譜
- 1944年（昭和19年11月20日） -  旧満州国大連市に生まれる
- 1963年 - 東京都立立川高等学校 卒業
- 1968年 - 早稲田大学第一商学部 卒業
- 1968年 - 日本楽器製造（現ヤマハ）入社[11]
- 1970年 - 井之上パブリックリレーションズ設立 代表取締役社長[3]
- 1979年 - 1987年 シリコンバレーの当時のベンチャー企業インテルやアップルコンピュータなどからPRのコンサルティング業務を受託[12]
- 1986年 - 1990年 日本パブリック・リレーションズ協会 理事兼国際委員長
- 1986年 - 1989年 国際PR協会（IPRA: International Public Relations Association） 日本代表理事
- 1989年 - 1992年 米国半導体工業会（SIA）とパブリック・リレーションズのコンサルタント契約。日米半導体協議で米国側コンサルタントとして協定成立に貢献した。
- 1988年 - メルボルンの国際PR協会世界大会で講演。真珠湾奇襲攻撃は日本政府の宣戦布告書手交ミスであったことを国際社会で明らかにした[13]
- 1996年 - 1999年 国際PR協会（本部ロンドン）の本部役員
- 1997年 - 国際PR協会「IPRAゴールデン・ワールド・アワード（GWA）」最優秀グランプリをアジアのPR会社で初めて授与（ヘルシンキ）される[14]
- 2001年 - 2009年 日本広報学会 理事
- 2003年 - 情報文化学会 産業部会長
- 2004年 - 2010年 国際連合開発計画日本DEVNET協会 理事・常任理事
- 2004年 - 2008年 早稲田大学 客員教授（パブリック・リレーションズ論 概論・特論）（2009年の1年間の休講の後に非常勤講師-2015年）
- 2004年 - 日本パブリックリレーションズ研究所設立 代表取締役所長[4]

- 2005年 - 2007年 早稲田大学大学院商学研究科 客員教授（パブリック・リレーションズ論）
- 2007年 - 2016年 東京都社会福祉協議会「家族力大賞」（2013年から「きずなづくり大賞」に名称変更） 審査委員・運営委員[15]
- 2009年 - 早稲田大学大学院公共経営研究科後期博士課程（2006-）修了、博士号(公共経営)取得（パブリック・リレーションズ分野で初）[2]

- 2009年 - 2012年 早稲田大学大学院公共経営研究科 講師（パブリック・リレーションズ論）
- 2009年 - 井之上パブリック・リレーションズのCSR活動として「水素研究会」をスタート。座長[16]
- 2011年 - 国際PR協会（IPRA）機関誌「Frontline」で「Japan Model」発表[17]
- 2011年 - 2012年 財務省 国家公務員宿舎の削減のあり方についての検討会 委員[18]
- 2012年 - 京都大学経営管理大学院 特命教授。「パブリック・リレーションズ論」（2013年から同大学院のアジアビジネスリーダー育成講座でも「パブリック・リレーションズ論」）講義担当 [6][19]
- 2012年 - 2021年 グローバルビジネス学会（現一般社団法人グローバルビジネス学会）設立 副会長（2015年の一般社団法人化に伴い、代表理事兼副会長）[5]
- 2012年 - 一般財団法人アジアフードビジネス協会 理事、評議員（2014年5月より）[20]
- 2016年 - 井之上パブリックリレーションズ 代表取締役会長兼CEO
- 2016年 - 国際教養大学 客員教授[21]
- 2016年 - 農林水産省 畜産・酪農収益力強化総合対策基金事業選定審査委員会 委員[22]
- 2018年 - Public Relations in Hyper-globalization: Essential Relationship Management - A Japan Perspective (Routledge, 2018) 発刊[23][24][25]
- 2019年 - 九州大学ビジネス・スクール（QBS）で「パブリックリレーションズ論」講義の教鞭をとる
- 2019年 - The Global Public Relations Handbook: Theory, Research, and Practice (3rd Edition, Routledge, 2019) が全米コミュニケーション学会PRIDE賞受賞
- 2020年 - PRO PR GLOBE AWARDSの特別賞 PRO PR INFIGO賞受賞
- 2020年 - 井之上パブリックリレーションズ 設立50周年
- 2020年 - 日本パブリックリレーションズ協会から「功労賞」を授与
- 2021年 - 一般社団法人日本パブリックリレーションズ学会 代表理事兼会長
- 2022年 - 北海道大学大学院経済学研究院 客員教授

## 著書
- 『パブリック・リレーションズ』（日本評論社, 2006年 / 同書の中国語版を2010年、東方出版社（北京）より刊行)
- 『「説明責任」とは何か』（PHP研究所, 2009年）
- 『パブリック・リレーションズ第2版』（日本評論社, 2015年）（中国語版は2018年 北京 東方出版社より出版)
- Public Relations in Hyper-globalization: Essential Relationship Management - A Japan Perspective (Routledge, 2018)

## 編著
- 『入門パブリックリレーションズ』（PHP研究所, 2001年 / 韓国語版出版、2003年)

## 共著
- Inoue, T. (2003a). An Overview of Public Relations in Japan and the Self-Correction Concept, In K. Sriramesh, & D. Vercic (Eds.), The global public relations handbook: Theory, research, and practice. (pp.323-353). New Jersey: Lawrence Erlbaum Associate.

※本書は2003年、米国コミュニケーション・アソシエーションのパブリック・リレーションズ部門でPRIDE賞を受賞。

## 共同訳
- Cutlip, C., Center, A. & Broom, G（2008）日本広報学会（監修）. 『体系パブリック・リレーションズ』（井上邦夫、井之上喬、伊吹勇亮、北村秀実、関谷直也、矢野光彦 訳）. 東京: ピアソン・エデュケーション. (原書出版 2006)